# Edzná
Edzná egy nagy jelentőségű maja régészeti lelőhely délkelet-Mexikóban, Campeche államban. Az egykori város fénykorában, a késői klasszikus korban (600 és 900 között), amikor regionális főváros is volt, mintegy 25 000 embernek adhatott otthont. Nevének jelentése nem tisztázott, a legelterjedtebb magyarázat szerint „az itzák háza”, de vannak olyan elméletek is, amelyek szerint „a visszhang háza” vagy „az arckifejezések/gesztusok háza”

## Elhelyezkedés
Edzná a mai Campeche állam északi részén, Campeche község területén található, egy őserdővel teljesen körbevett területen, amely közel síkság, de nem teljesen: a város egy sekély völgyben található, amelyet a csapadékos évszakban el szokott önteni a víz. Tőle északra halad el az itt nyugat–keleti irányúból délnyugat–északkeleti irányúvá váltó 188-as főút, a turisták erről leágazva közelíthetik meg.

## Története
A várost i. e. 400 körül alapították, majd fénykorát i. sz. 600 és 900 között, a késői klasszikus korban élte. Az 1000-es év után enyhe hanyatlásnak indult, majd 1450 körül lakói teljesen elhagyták. A hely 1906-ban már ismert volt az újkor embere előtt, erről tanúskodik egy beszámoló, amelyet az akkori Campeche partido vezetője írt a kormányzónak, viszont Edzná néven csak 1927-ben ismertette a területet Nazario Quintana Bello műemlékfelügyelő. Az épületek legnagyobb szabású feltárását és helyreállítását 1970 és 1976 között végezte Román Piña Chan a Mexikói Nemzeti Embertani és Történelmi Intézet irányításával, majd 1994 és 1997 között Antonio Benavides is vezetett itt munkákat. Ez alkalommal a Quetzal-Edzná nevű táborból származó guatemalai menekültek közül kikerülő kőművesek és napszámosok is segítettek a feltárásban, valamint az Európai Unió is nyújtott támogatást.

## Építményei
A területen számos vallási, adminisztrációs és lakófunkciójú épület található, amelyeken megfigyelhető mind a Puuc, mind a Petén, mind a Chenes régió stílusa. Egyedülálló mérnöki teljesítménnyel épült ki a település vízelvezető rendszere: a bonyolult csatornahálózat a központból indul ki sugárirányban a közeli, külső földek irányába, ahol egy tavat is (falakkal körbevéve) víztározóvá alakítottak. Ezek a csatornák nem csak a város vízmentesítését oldották meg, hanem védelmi célokat is szolgáltak, valamint csónakkal is lehetett bennük közlekedni, ezt pedig a kereskedelem használta ki.
Az épületek legfontosabbjai akörül a központi tér körül épültek fel, ahova két sacbé vezet. A Nohochná (nevének jelentése: „nagy ház”) egy hosszan elnyúló, lépcsőzetes, stadionlelátószerű épület, amelyet adminisztrációs célok mellett valóban használtak lelátóként a téren és az úgynevezett Nagy Akropoliszban zajló szertartások alkalmával. A 600 és 900 között épült Déli Templom öt épülettestből áll. A labdajátékpálya két párhuzamos határolóépítményének tetején néhány helyiséget alakítottak ki, ahol valószínűleg a játék szertartásával kapcsolatos istenségek képeit és talán ruhákat helyeztek el. A napistennek szentelt Maszkok Temploma az azt díszítő stukkómaszkokról kapta a nevét. A napistent itt olyan emberi alakokkal ábrázolták, amelyek tulajdonságai, jellegzetességei (kancsalság, csonkított fogak, orrban lógó díszek, fülbevalók és állat alakú fejfedők) a korabeli elitréteg esztétikai jellemvonásainak számítottak. A Kis Akropolisz egy i. e. 200 körül épült alapzat, amelynek tetején négy építmény vesz körbe egy kis belső udvart. Edzná legrégebbi tárgyi leletei közül több is innen származik: egy nagy stukkómaszk, a nyolcadik baktunból (a 41 és 435 közötti időszakból) származó három sztélé, valamint az i. e. 400 és 250 közötti évekből eredő kerámiák. A négyszög alakú Nagy Akropolisz, és egyben egész Edzná legjellegzetesebb, legnagyobb épülete az úgynevezett Ötszintes Épület, ami egy piramis, számos szobával és egy kereszt alakú szentéllyel a belsejében. Tetején egy bástyaszerű rész maradványai állnak, ez régen stukkóból készült figurákkal volt díszítve. Tőle 800 méterre északnyugati irányban egy másik nagyméretű épület található, amelyet Az Öreg Boszorkány néven ismerünk. Edzná fontos építményei még a Puuc-udvar és az Északi Templom, utóbbi előtt egy C alakú, a város legkésőbbi korszakából (1200–1400) származó alapzat áll.

## Képek

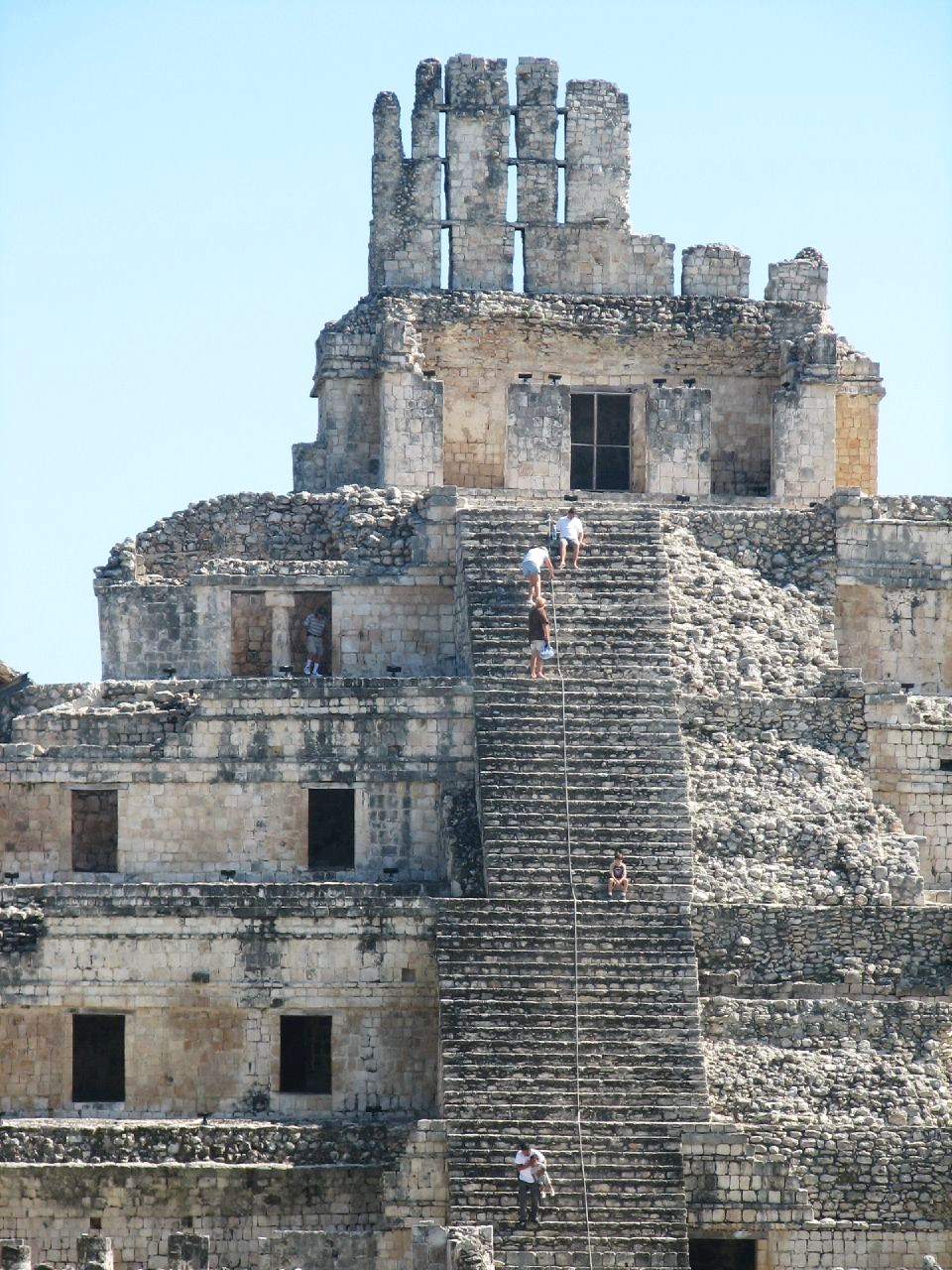
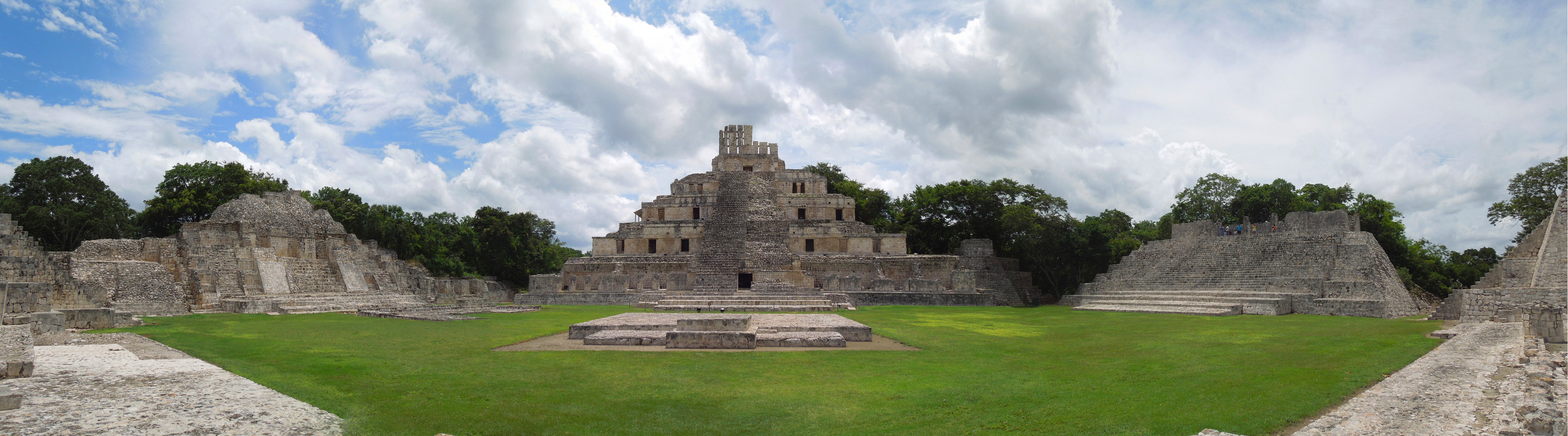
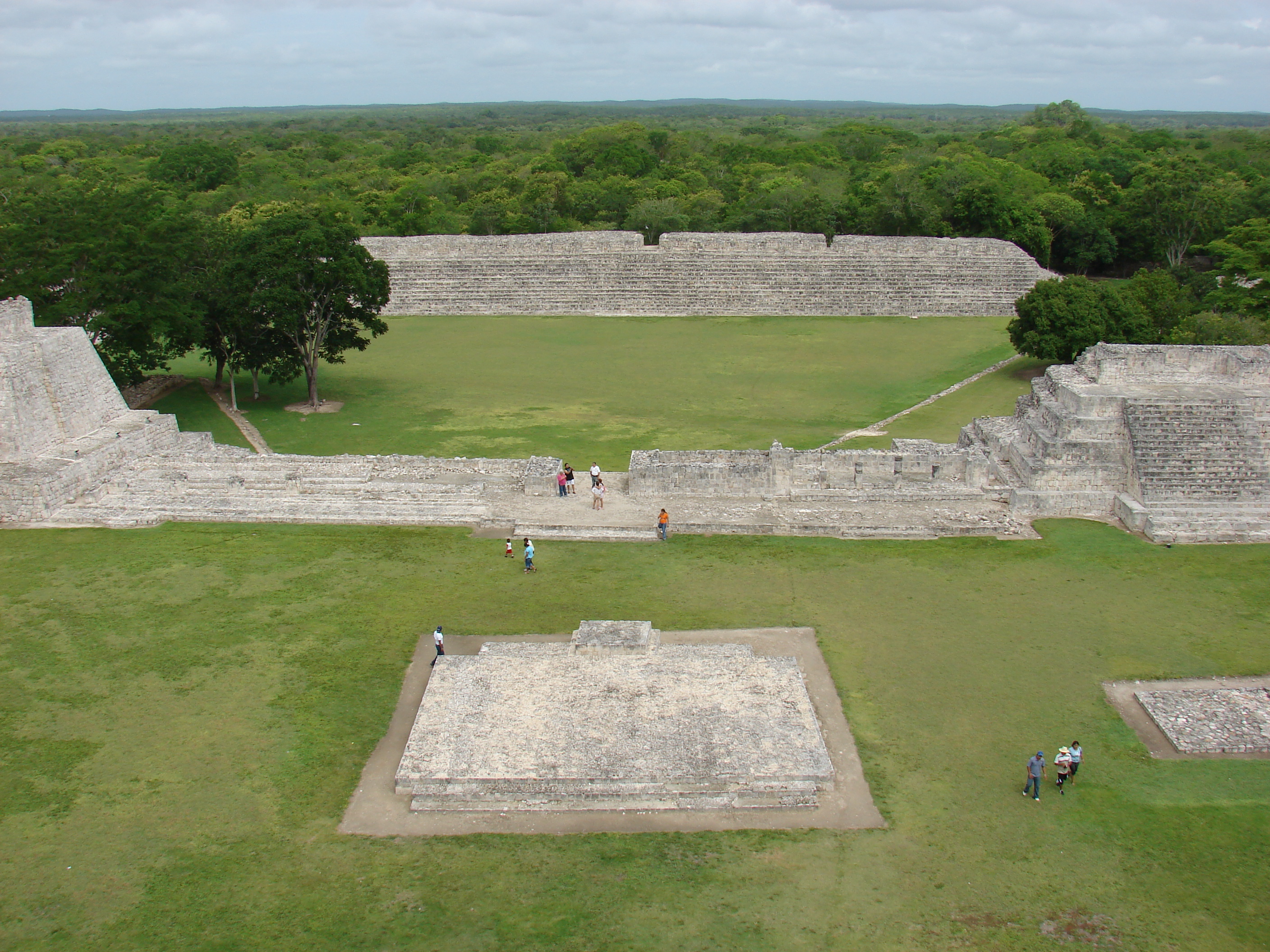
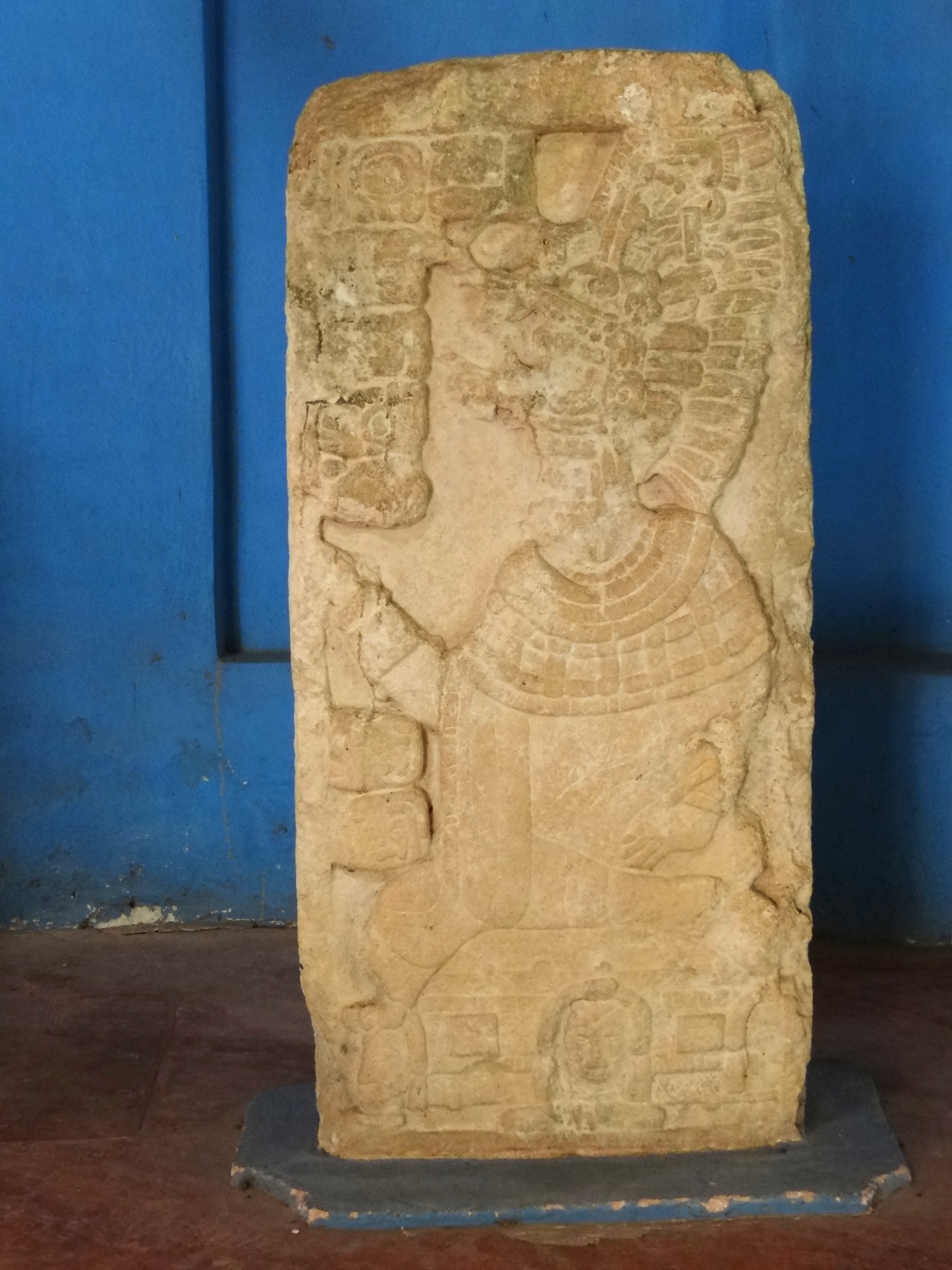